# Marcello Casale de Bustis y Figoroa
Marcello Casale De Bustis y Figoroa (Napoli, 3 novembre 1906 – Torrente Dennevà, 12 luglio 1936) è stato un militare italiano, insignito della medaglia d'oro al valor militare alla memoria nel corso delle grandi operazioni di polizia coloniale in Africa Orientale Italiana.

## Biografia
Nacque a Napoli il 6 novembre 1911, figlio del conte Alberto e di Emma Filo della Torre di San Susanna, all'interno di una nobile e patriottica famiglia napoletana che aveva dato valorosi combattenti nelle campagne del Risorgimento e nella prima guerra mondiale. Nel 1915, mentre frequentava la facoltà di giurisprudenza dell'università di Bari, lasciò gli studi e si arruolò volontario nel Regio Esercito come allievo ufficiale nella Scuola ufficiali di complemento di Lucca. Promosso sottotenente nel giugno dello stesso anno, a guerra con l'Impero austro-ungarico già iniziata, fu assegnato al 53º Reggimento fanteria. Nel settembre 1926 fu ammesso, in seguito a concorso, a frequentare i corsi presso la Regia Accademia Militare di Fanteria e Cavalleria di Modena e nel luglio 1929 venne promosso tenente in servizio permanente effettivo, destinato al 26º Reggimento fanteria. Trasferito a domanda nel Regio corpo truppe coloniali d'Eritrea, il 15 ottobre 1933 sbarcò a Massaua. Assegnato dapprima al IV Battaglione indigeni, passò poi al VII e successivamente al VI, nel quale assunse il comando della 1ª Compagnia. Partecipò alle operazioni belliche nel corso della guerra d'Etiopia e poi alle successive grandi operazioni di polizia coloniale. Decorato con due croci di guerra al valor militare, cadde in combattimento sul torrente Dennevà il 12 luglio 1936 e fu insignito della medaglia d'oro al valor militare alla memoria.

### Fonti
1. 1 2 3 4 5 6 7  Combattenti Liberazione.
2. 1 2 3  Gruppo Medaglie d'Oro al Valor Militare 1965, p. 189.
3. ↑   Medaglia d'oro al valor militare Casale De Bustis y Figoroa, Marcello, su quirinale.it, Quirinale. URL consultato l'11 luglio 2021.